# Elena Colmeiro
Elena  Colmeiro González (Silleda, Pontevedra, 29 de agosto de 1932 – Madrid, 25 de febrero de 2021),  fue una artista escultora-ceramista española. Académica de Honor de la Academia Gallega de las Bellas Artes.

## Trayectoria profesional
Hija del pintor Manuel Colmeiro Guimarás, formó parte de la generación abstracta de los años 50 del siglo XX, con una obra informalista a la que incorporó materiales industriales de deshecho procedentes de las fábricas.
Estudió en la Escuela Nacional de Cerámica de Buenos Aires en los años 1948/1953, donde su familia republicana se exilió en 1941. Posteriormente completó los estudios de arquitectura pero orientó su carrera hacia la escultura y la cerámica, técnicas que le proporcionaban libertad de expresión, más libres que la académica arquitectura.
En 1955 regresó a España y se instaló en Madrid para continuar su actividad artística y se casó con el escultor Jesús Valverde, cuya familia tenía varias fábricas de vidrio en Galicia, lo que le permitió producir nuevas obras de gran formato. En una entrevista a la agencia Efe declaró “Tener esos hornos a mi disposición fue decisivo, me permitió hacer obras de gran tamaño. He sido una privilegiada", En ese período cuando experimenta con esmaltes y materiales refractarios.
En la carrera de la autora, los años 1991 y 1992 fueron relevantes, ya que realizó una estancia investigadora en el European Ceramic Work Center de Holanda, donde continuó con su línea de trabajo en el uso de materiales y técnicas, como el óxido, logrando elaborar sus trabajos con una línea muy personal en la fusión entre la escultura y la cerámica, con una riqueza de colores, formas geométricas y múltiples texturas
En los años 2010 a 2013  realiza sus obras con materia orgánica como la madera.
En el año 2014 el Consejo gallego celebra la jornada sobre la autora con una relectura de su obra

## Premios y becas
- 1964 Beca "Fundación Juan March".
- 1966 Primer Premio "Bienal de Arte de Uruguay".
- 1967 Medalla de Oro Exposición internacional de Cerámica de Farenza, Italia.[9]
- 1968 Beca de Viaje para Oakland, San Francisco, California.
- 1990/1991 Estancia en Europress Keramisch Werkcentrum's-Hertogenbosh, Holanda.
- 1998 Polonia, "Porcelain Another Way".
- 2008 Estancia en China.

## Exposiciones
A lo largo de su trayectoria artística, realizó exposiciones en diversos lugares, entre los que destacan el Museo Barjola de Gijón  en el año 1995, ;en la sala CAI Luzán de Zaragoza, en el año 2004, donde presentó pinturas y cerámicas; el comisario Jesus Cámara, presentó en el año 2005 una exposición retrospectiva titulada Elena Colmeiro  1988-2005, en ella se mostraron diferentes etapas de su obra en )Museo de Pontevedra (2014);; Museo de Bellas Artes de La Coruña (2014), donde se realizó una completa exposición individual . En el museo de Arte Contemporáneo de Vigo (2019), formó parte de muestras colectivas, y en la Casa de las Artes (2019) acogió una exposición retrospectiva, dirigida por Rosario Sarmiento. “Es una innovadora absoluta, una renovadora del lenguaje de la cerámica”, afirmó la comisaria para quien la muestra se concibió como un homenaje a una vida dedicada al arte.
Colmeiro participó también en exposiciones en Holanda, Estados Unidos, Polonia e Italia, y cursó varias residencias en el extranjero para ampliar sus estudios junto a grandes nombres de la escultura cerámica como Peter Voulkos.

## Museos y colecciones
Con obra en múltiples colecciones como en el Museo Reina Sofía de Madrid, o la Pinacoteca Francisco Fernández del Riego.
Una de sus obras más conocidas es una escultura en el Parlamento de Galicia, de dos metros de altura, en material refractario, que realizó durante una estancia en Holanda, en el European Ceramic Work Center.